# La Serveuse de bocks
La Serveuse de bocks est une huile sur toile réalisée par Édouard Manet  en 1879 ; elle est conservée au musée d'Orsay à Paris. Sa composition est en relation directe avec celle du Coin de café-concert, 98 × 79, conservée à la National Gallery de Londres, et  dont elle est considérée à tort soit comme une seconde version, soit comme une œuvre préparatoire selon les hypothèses émises par les critiques d'art. 

## Les deux serveuses

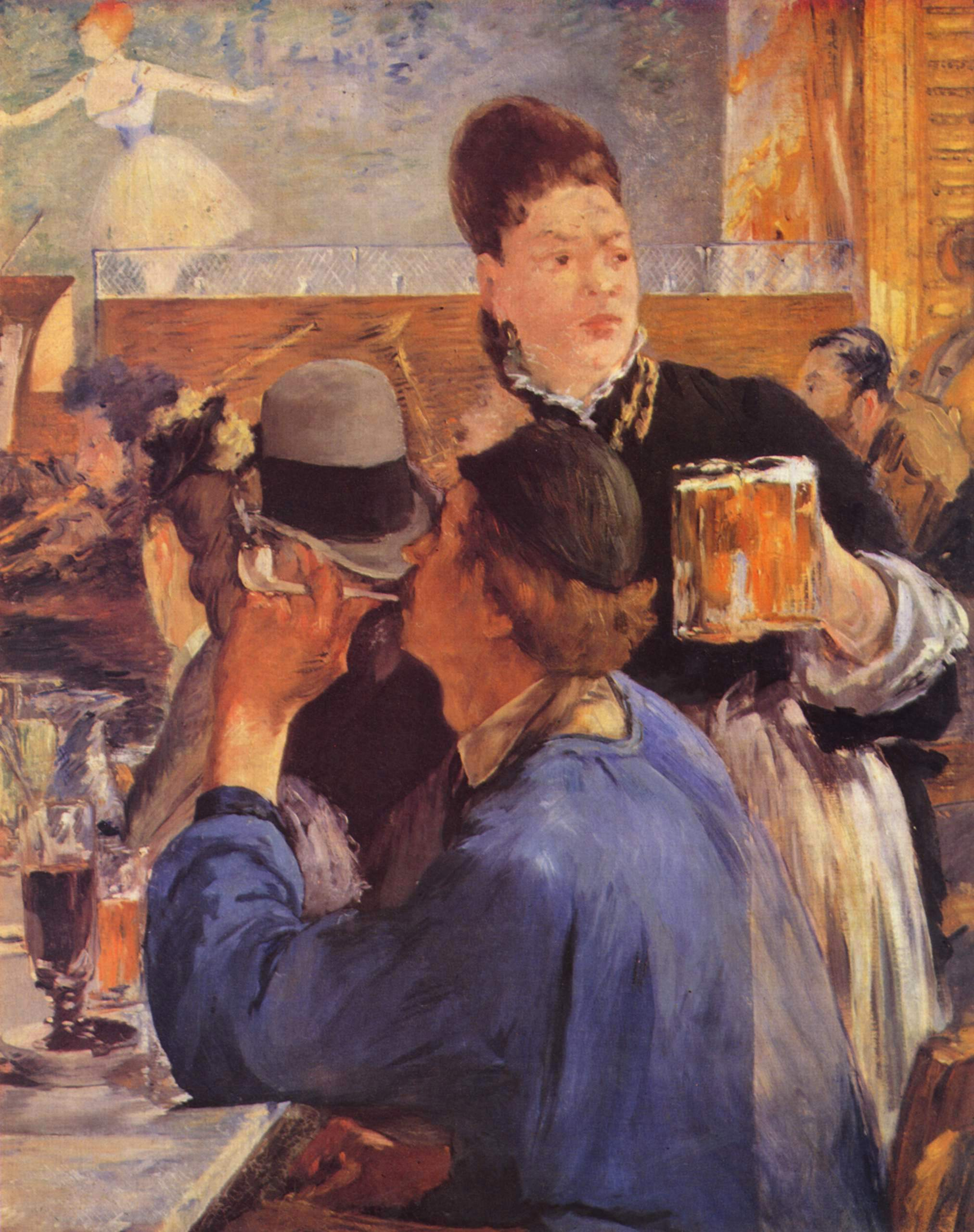
Coin de café-concert (1879), Londres, National Gallery.

Les différences entre les deux toiles sont du même ordre que celles qui caractériseraient deux photographies d'une même scène. La Serveuse de bocks présente des personnages plus proches comme si l'on avait zoomé  sur une partie du Coin de café-concert, et de ce fait la Serveuse de bocks apparaît plus précise, et mieux éclairée. On peut dire finalement que le Coin de café-concert trouve son aboutissement dans La Serveuse de bocks et non l'inverse

## Provenance
Ce tableau n'apparaît ni dans l'inventaire de la collection d'Auguste Pellerin (en) dont il faisait partie selon le catalogue établi par Théodore Duret, ni dans l'inventaire du décès de l'artiste, la transaction de vente n'apparaît nulle part dans le carnet où le peintre notait toutes ses ventes. 
Selon le catalogue établi par Denis Rouart et Daniel Wildenstein, ce tableau est passé de la collection Pellerin à celle de Bernheim Jeune en 1907. La toile est sans aucun doute passée dans la collection de l'excentrique Denys Cochin, puis vendue en 1919 à la galerie Bernheim jeune qui l'a négociée pour un prix exorbitant au prince Matsukata Kōjirō qui achetait une quantité énorme de tableau chez Durant-Ruel. À la restitution des biens de Matsukata en 1959, le tableau revint au musée du Louvre.